# Шулежкова, Светлана Григорьевна
Светла́на Григо́рьевна Шулежко́ва (род. 1 сентября 1940, Киев) — российский лингвист, лексикограф, доктор филологических наук, почётный профессор Магнитогорского государственного университета, член Фразеологической комиссии при Международном комитете славистов. Автор и редактор более 400 трудов.

## Биография
В 1957 г. Светлана Григорьевна с медалью окончила школу в с. Ново-Кубанка Шортандинского р-на Целиноградской (Акмолинской) обл. (Казахстан), а в 1962 г. — с отличием историко-филологический факультет Челябинского государственного педагогического института (ЧГПИ). После окончания института год проработала учителем русского языка и литературы в средней школе № 4 п. Маяк Брединского района Челябинской области. В 1963 г. С. Г. Шулежкова поступила в аспирантуру при кафедре русского языка ЧГПИ. В 1967 г. в МГПИ им. В. И. Ленина (Москва) защитила кандидатскую диссертацию «Устойчивые словосочетания в языке южноуральских официально-деловых документов XVIII в.» (научный руководитель — д-р филол. наук, проф. Г. А. Турбин). В 1971 г. получила звание доцента, в 1993 г. — профессора. В 1995 г. в Санкт-Петербургском государственном университете защитила докторскую диссертацию «Крылатые выражения русского языка, их источники и развитие».

## Педагогическая деятельность

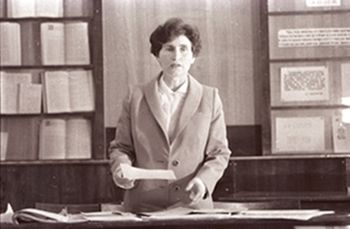

В 1962—1963 уч. г. С. Г. Шулежкова работала учителем русского языка и литературы в средней школе № 4 п. Маяк Брединского района Челябинской области. После окончания аспирантуры, в 1966 г., она была направлена в Магнитогорский государственный педагогический институт (МГПИ) в качестве старшего преподавателя кафедры русского языка.
Её ученики вспоминают: «Наш первый курс студентов-филологов с опаской ожидал встречи с самым грозным и строгим преподавателем самого страшного предмета — старославянского языка. Каково же было наше удивление, когда в аудиторию буквально впорхнула хрупкая пышноволосая юная дама с негромким чарующим голосом и весьма сдержанной манерой ведения занятий. Потрясающая тишина стояла в аудитории, когда она читала лекции. Тихо было не от страха, а от желания слышать её негромкий голос. Настоящей причиной рабочего безмолвия была особая организация занятий. Мы никогда не записывали тексты лекций — на основе её рассказа вместе с преподавателем строили схемы-конспекты, алгоритмы историко-лингвистического анализа явлений старославянского языка. Не скрою, очень трудно было привыкать к подобной, как сейчас бы сказали, инновационной технологии обучения. Но зато как легко и интересно было на практических занятиях делать свои маленькие открытия, самостоятельно реконструировать праславянские и индоевропейские языковые формы. И потом на экзаменах Светлана Григорьевна не скупилась на отличные и хорошие оценки не потому, что такая „добренькая“, а потому, что большая часть курса прекрасно разбиралась в этой труднейшей историко-лингвистической дисциплине».
Светлана Григорьевна читает курсы старославянского языка, исторической грамматики русского языка, общего языкознания, истории русского литературного языка. Кроме того, вела спецкурсы по антропонимике, исторической фразеологии, языку старообрядческой литературы, крылатологии.

## Научная деятельность

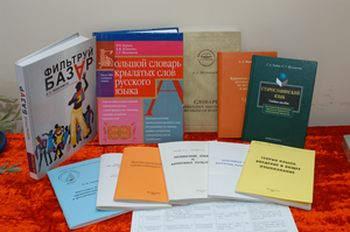

Основной сферой научных интересов С. Г. Шулежковой является историческая фразеология, крылатология, методика преподавания историко-лингвистических дисциплин в вузе, общее языкознание, фразеография.
Имя С. Г. Шулежковой хорошо известно научному сообществу филологов в России и за рубежом.
С. Г. Шулежкова является автором более 400 научных публикаций, самыми известными из которых стали монография «Крылатые выражения русского языка, их источники и развитие»; «От земли обетованной к небесам обетованным: очерки о судьбах библейских крылатых выражений»; «Крылатые выражения из области искусства: словарь»; «Российско-польский словарь крылатых слов» (в соавторстве с В. Хлебдой и В. М. Мокиенко); «Большой словарь крылатых слов и выражений русского языка» (в соавторстве с В. П. Берковым и В. М. Мокиенко); «Фразеологический словарь старославянского языка» (в соавторстве с членами Словарной лаборатории и кафедры общего языкознания и истории языка МаГУ); «И жизнь, и слёзы, и любовь … Происхождение, значение, судьба 1500 крылатых слов и выражений русского языка» и др. Кроме теоретических и лексикографических исследований, в научном арсенале С. Г. Шулежковой широко представлены учебники и учебные пособия по историко-лингвистическим дисциплинам и теории языка: «Старославянский язык» (в соавторстве с Г. А. Турбиным), «История лингвистических учений», «Общее языкознание», «Происхождение вторичных согласных» (в соавторстве с Н. В. Меркуловой), «Старославянский язык, древнерусский язык и историческая грамматика русского языка: опыт сопоставительного изучения» и др.
По инициативе Светланы Григорьевны была создана энциклопедия Магнитогорского государственного университета «Люди, дела, традиции», отражающая его 80-летнюю историю.
Под руководством С. Г. Шулежковой защищено около 100 дипломных проектов и 15 кандидатских диссертаций.
С. Г. Шулежкова работала в группе ученых под руководством проф. Л. А. Глинкиной (ЧГПУ) над проектами «Лингвокраеведение на Южном Урале» и «Русский язык и русская культура. 100 очерков и бесед на радио» (проект выиграл в конкурсе Грантов РГНФ в 2003 г.). Аспиранты, работы которых были выполнены под руководством С. Г. Шулежковой (М. А. Коротенко, Д. А. Ходиченкова, Л. Н. Мишина, Д. В. Жигулина, В. Ф. Хайдарова и др.), неоднократно становились обладателями различных грантов. В 2015 г. С. Г. Шулежкова совместно с учёными Научно-исследовательской словарной лаборатории МГТУ им. Г.И. Носова, студентами отделения филологии и журналистики реализует международный исследовательский проект «Публицистический арсенал общественных движений в России и Германии. Вербальные средства преодоления конфликтов и достижения толерантности», поддержанный грантом РГНФ. Ежегодно под редакцией Светланы Григорьевны выходит сборник «Благословенны первые шаги …», где молодые исследователи имеют возможность апробировать результаты своих научных изысканий.

## Фразеологический кружок
В период с 1968 по 1991 гг. Светлана Григорьевна руководила фразеологическим кружком, на базе которого было защищено около 60 дипломных работ.
Члены кружка вспоминают: «Наш фразеологический кружок — отдельная незабываемая страница. По воскресеньям мы собирались в тесной двухкомнатной квартирке Светланы Григорьевны. В суповой кастрюле варился кофе, из холодильника изымались талонная колбаса и парадный белковый торт, а потом за чайным столом начиналось священнодействие. Дух захватывало от этих заинтересованных бесед о тайнах русской фразеологии, от смелых споров и предположений. Мы совершенно не задумывались тогда, что Светлана Григорьевна тратит своё личное время на наше обучение, что мы, по сути, бессовестно объедаем своего небогатого учителя, и завтра дети будут есть только хлеб с маслом или вареньем. Все эти печальные открытия случились позже, а тогда… Тогда было гордое ощущение причастности к большой науке».

## Научно-исследовательская словарная лаборатория

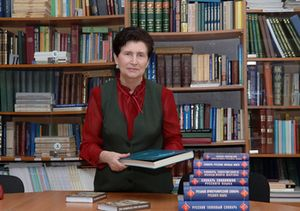
Светлана Григорьевна в Научно-исследовательской словарной лаборатории

Научно-исследовательская словарная лаборатория (НИСЛ) при Магнитогорском государственном университете была создана по инициативе С. Г. Шулежковой. Её открытие состоялось в 2001 г. В этот день Светлана Григорьевна сказала: «Я мечтала о том, чтобы на факультете была создана такая лаборатория. Мне хотелось, чтобы у людей, которые причастны к лексикографической работе, была возможность использовать редчайшие книги, словари».
В 2002 г. под редакцией С. Г. Шулежковой вышел словарь молодёжного жаргона «Фильтруй базар», материалы для которого в течение многих лет собирал профессор Б. Б. Максимов (1933—1999). На презентации словаря присутствовал крупнейший фразеолог России, профессор Санкт-Петербургского государственного университета и Грайфсвальдского университета (Германия) В. М. Мокиенко, который отметил, что словарь «Фильтруй базар» входит в тройку лучших жаргонных словарей России. Позже словарь был заказан крупнейшими библиотеками Европы и библиотекой конгресса США.
Работая с текстами первоисточников, учёные словарной лаборатории совершили почти невозможное — собрали копии всех известных памятников старославянской литературы. В 2011 г. был издан уникальный словарь, аналогов которому на сегодняшний день нет — «Фразеологический словарь старославянского языка: свыше 500 ед.».
В 2012 г. выпущен в свет «Индекс устойчивых словесных комплексов памятников восточнославянского происхождения X—XI вв.».
С 2009 г. каждые два года члены НИСЛ и кафедры русского языка и общего языкознания МГТУ им. Г. И. Носова под эгидой Международного Комитета славистов организуют Международный симпозиум, на который приезжают лучшие учёные Европы и России.
На сегодняшний день в Научно-исследовательской словарной лаборатории МГТУ, возглавляемой Светланой Григорьевной, трудятся четыре старших научных сотрудника — кандидаты филологических наук А. А. Осипова, Н. В. Позднякова, А. Н. Михин, М. А. Коротенко.

## Руководящая деятельность
С 1980 г. по 1985 г. С. Г. Шулежкова заведовала кафедрой русского языка в Магнитогорском государственном педагогическом институте. В 1989 г. по её инициативе была создана кафедра общего языкознания и истории языка, ставшая в г. Магнитогорске центром изучения и распространения славянских языков и культуры. С 1991 г. по 2010 г. С. Г. Шулежкова занимала должность проректора по учебной работе на заочном отделении МаГУ.

## Награды
- Медаль «Ветеран труда»;
- Звание «Заслуженный работник высшей школы»;
- Звание «Почётный профессор Магнитогорского государственного университета»;
- Почётная грамота Магнитогорского государственного университета за высокопрофессиональный и добросовестный труд;
- Почётная грамота Международного комитета славистов;
- Диплом лауреата премии Губернатора работникам образования;
- Диплом за лучшую вузовскую книгу в номинации Лучшее справочное издание (Первый Сибирский региональный конкурс на лучшую вузовскую книгу «Университетская книга — 2009»);
- Диплом II степени областного конкурса на лучшую издательско-полиграфическую продукцию «Южноуральская книга — 2011» в номинации Лучшие издательские проекты — «Издано на Южном Урале». Справочное издание;
- Диплом I степени областного конкурса на лучшую издательско-полиграфическую продукцию «Южноуральская книга — 2011» в номинации Вузовское учебное издание;
- Диплом редакционно-издательского отдела ГОУ ВПО «Магнитогорский государственный университет» в номинации Лучшее учебное издание по филологическим наукам.

## Оценки современников
Большую часть своей жизни Светлана Григорьевна посвящает устройству судеб студентов, коллег, сотрудников университета. При этом её доброта очень осознанна. Она не промолчит на обсуждении слабой научной работы, но всегда укажет реальные пути её усовершенствования. Её не останавливают высокие чины и должности в ситуациях, когда их обладатели ведут себя безнравственно или легкомысленно.
С ней очень легко в беде, потому что она берет боль на себя. Но с ней трудно в обычной жизни, потому что к самой жизни она относится неординарно. Лучший отдых для Светланы Григорьевны — живая работа со студентами и аспирантами. В обычном смысле слова профессор Шулежкова совершенно не умеет отдыхать, а, следовательно, и её ученики-коллеги потихоньку разучиваются это делать.
Проходят годы, но Светлана Григорьевна не меняется. Она так и не научилась делать три вещи: готовить, жить для себя и подстраиваться под жизненные обстоятельства. Она по-прежнему любима студентами и коллегами, напряженно трудится и творит большую науку. Её имя хорошо известно фразеологам различных стран, а работы переведены на чешский, польский, немецкий языки. Установлены тесные научные связи с московским Институтом русского языка им. В. Виноградова и петербургским Институтом лингвистических исследований РАН. Ученый с мировым именем продолжает оставаться талантливым педагогом.— Доктор педагогических наук, профессор Магнитогорского государственного технического университета Гневэк Ольга Владимировна (ученица Светланы Григорьевны)

Имя профессора Светланы Григорьевны Шулежковой известно любому студенту-филологу, так как в каждом университете настольными книгами стали учебные и монографические пособия по старославянскому языку. В мир старославянского языка будущих филологов вводит не только учебник и хрестоматия, но и такие увлекательные издания, как «От земли обетованной к небесам обетованным: очерки о судьбах библейских крылатых выражений», «Фразеологический словарь старославянского языка». Коллеги из разных вузов России благодарны Светлане Григорьевне за неоценимый подарок — «Историю лингвистических учений». Все, кто познает тайны образной речи, не мыслят своего научного поиска без словарей, созданных нашим юбиляром. А чего стоит увлекательное исследование об источниках 1500 крылатых слов и выражений «И жизнь, и слезы, и любовь…»! Оно интересно и ценно для всех (журналистов, филологов, студентов, педагогов, школьников), поскольку приобщает к этическим ценностям, прививает художественный вкус, формирует остроумную русскую речь, навсегда внедряя в языковое сознание каноны русской этнокультуры".— Доктор филологических наук, профессор Белгородского государственного университета Николай Федорович Алефиренко

Перу С. Г. Шулежковой принадлежат фундаментальные монографии и словари, которыми пользуются русисты многих стран. Особенно значителен и плодоносен её вклад в изучение и словарное описание русской литературной речи. Она создатель известной во всей Европе школы Крылатологии, патриарх многих лингвокультурологических и лексикографических исследований. Мощным итогом неистощимой творческой активности С. Г. Шулежковой стали книги и словари, которые значительно обогатили арсеналы современной русистики.
Её труды, известные не одному поколению филологов, внесли неоценимый вклад в науку о русском языке, снискали своей основательностью, оригинальной трактовкой фактов почет и уважение коллег и учеников.— Доктор филологических наук, профессор университета им. Эрнста Морица Арндта Харри Вальтер

Книга профессора С. Г. Шулежковой «Крылатые выражения русского языка, их источники и развитие», первое издание которой, тогда только что вышедшее, я получил из рук Светланы Григорьевны в Оломоуце, ободрила и меня, и ещё нескольких польских фразеологов, показывая нам, что путь от фразеологии к крылатологии возможен, краток и перспективен, а филологическая крылатография открывает в словарном деле вообще новые пространства. С искренней благодарностью вспоминаю инициативу Светланы Григорьевны издать в 2003 году в соавторстве с Валерием Михайловичем Мокиенко толково-переводной «Русско-польский словарь крылатых слов» (2003), настоящий лексикографический полигон; без этого опыта в польской переводной лексикографии и металексикографии последних десяти лет многое бы и не случилось. И хотя научный кругозор профессора С. Г. Шулежковой чрезвычайно широк, нам в Ополе особо полюбились крылотологические и крылатографические работы Светланы Григорьевной, бережно хранимые в библиотеке нашего словарного кабинета.— Доктор филологических наук, профессор Войцех Хлебда (г. Ополе, Польша)